# Vincent Moon

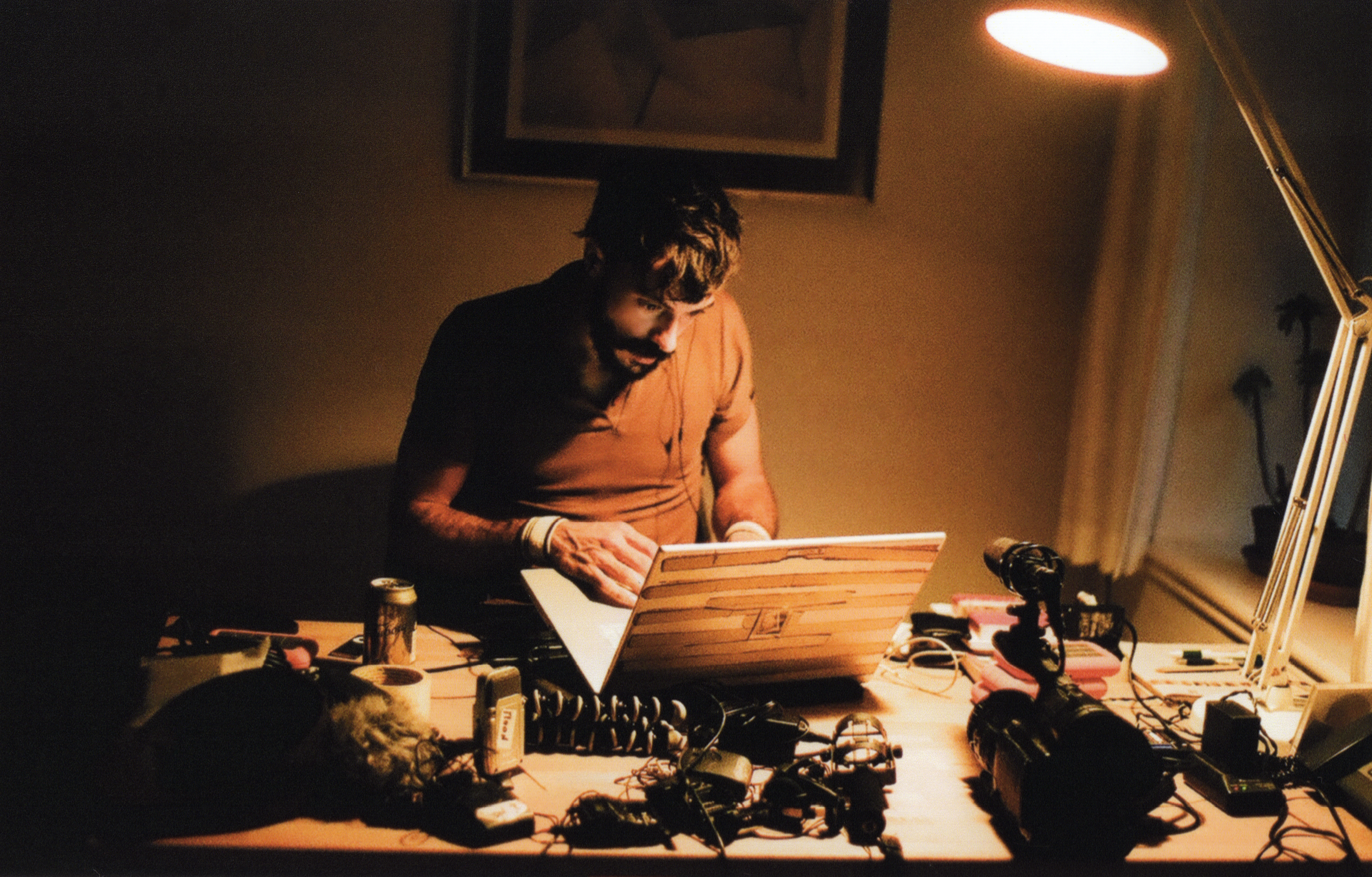

Vincent Moon (nome verdadeiro: Mathieu Saura),nascido em Paris no dia 25 de junho de 1979 é um cineasta independente. Foi o principal diretor dos Concerts a Emporter do site La Blogothèque , um projeto online de filmes musicais de bandas indie-rock, geralmente ao ar livre, e de bandas mais consagradas como R.E.M., Tom Jones e Arcade Fire. No Brasil, trabalhou com artistas como Gaby Amarantos, Tom Zé, Elza Soares  e Ney Matogrosso.
Entre 2009 e 2013, Moon viajou pelo mundo com sua câmera na mochila, registrando cenas folclóricas, músicas sagradas e rituais religiosos para sua Coleção Petites Planètes. Seus filmes são produzidos fora do padrão estabelecido pela indústria cinematográfica, trabalhando sozinho ou com a ajuda de pessoas que encontra pelo caminho e sem orçamento envolvido. Compartilha todo seu trabalho, filmes e gravações áudio de graça na Internet, pela licença Creative Commons

## (2000-2005)
Nascido e criado em Paris, Vincent Moon estudou fotografia durante três anos no Atelier Réflexeem Montreuil, onde conheceu os fotógrafos Michael Ackerman e Antoine d’Agata, que muito influenciaram sua maneira de trabalhar.  Como fotografo, Moon costumava apresentar suas fotos em movimento, em  slide-show com fundo musical. Em 2003, criou o blog de fotografia ‘Les Nuits de Fiumes’, documentando a noite parisiense,  sobretudo os shows ao vivo. 
Fez seus primeiros filmes em 2005, depois de descobrir o trabalho dos diretores experimentais Peter Tscherkassky e Stephen Dwoskin. Seus curtas-metragens misturavam narrativa intimista e experimentações técnicas, usando tanto uma Super8 como câmeras de celular. Moon logo desenvolveu um gosto pela internet e a possibilidade de publicar seu trabalho de graça. Aproximando-se da música, conheceu a banda americana The National depois de um show em Paris e, dessa amizade nasceram vários projetos. Suas fotos foram usadas na capa do terceiro disco da banda, Alligator, e dirigiu ainda dois vídeo clipes; Daughters of The Soho Riots e Lit Up. No mesmo momento, desenvolveu outros projetos relacionados a música, criando videoclipes para Clogs, Sylvain Chauveau e Barzin

## Les Concerts a Emporter / Take Away Shows (2006 – 2009)
Em 2006, inspirado no filme “Step Across the Boarder” sobre o guitarrista inglês Fred Frith e com o desejo de documentar música de uma maneira mais criativa, ele criou com Christophe “Chryde” Abric o projeto “Concert à  Empoter /  The Take Away Shows”, um podcast de vídeos do blog La Blogothèque. Concerts à Emporter / The Take Away Shows  é uma série de vídeos improvisados ao ar livre, com músicos em situações inusitadas e publicada de graça na internet. Em quatro anos, gravaram  mais de 200 filmes de bandas como R.E.M., Arcade Fire, Sufjan Stevens, Tom Jones, Beirut, Grizzly Bear, Sigur Ros entre outras mais alternativas, principalmente americanas.
Com este projeto, o estilo de Vincent Moon é aperfeiçoado: os filmes possuem uma intimidade imediatamente reconhecível, sempre com planos longos e dançantes, geralmente filmados em apenas um take e sem ensaio. O Concerts à Emporter logo cativou um grande público de seguidores online. O impacto do projeto atraiu a atenção do New York Times, que publicou: ‘Vincent Moon re-inventou o clipe musical’. Uma nova geração de diretores ao redor do mundo reconhecem a influência do conceito e da visão orgânica sobre a música de Vincent em seus trabalhos. Um estudo de 2010 mostrou que mais de 100 projetos de vídeos na internet foram diretamente inspirados pelo Concerts à Emporter da La Blogothèque.
A grande quantidade de clipes produzidos é resultado de um processo de filmagem rápido, com gravações em take único, inspirados nos conceitos do movimento Dogma 95. Comparável as gravações de campo de Alan Lomax ou o Peel Sessions de John Peel, Moon criou uma grande coleção de planos sequências com grande valor artístico. O processo de filmagem rápido que ele usa é uma forma de fazer cinema de guerrilha. As filmagens compreendem geralmente 2 ou 3  takes únicos de 2 ou 3 músicas improvisados em um ambiente incomum e, como resultado, o vídeo apresenta uma estética que fica entre uma performance ao vivo e um vídeo clipe finalizado. Essas apresentações ao vivo e fora do palco diferenciam-se  das performances artificias dos vídeo clipes tradicionais em favor dos takes únicos, orgânicos e de acústica primorosa.

## Outras colaborações no mercado musical (2007-2010)
Depois do sucesso do projeto da La Blogothèque, muitos artistas mais populares convidaram Moon para  trabalhar em filmes maiores. A maioria desses projetos se tornaram novas formas de explorar a relação entre música e cinema, um desafio aos formatos pré-estabelecidos de filmes musicais. 
Michael Stipe conheceu o trabalho de Moon e, como seu admirador, o convidou para realizar um filme para sua banda. Em 2007 e 2008, Moon colaborou com Michael Stipe e R.E.M. em diversos vídeos e projetos para internet relacionados ao álbum 'Accelerate.' Os resultados da colaboração incluem o ensaio de 48 min 6 DAYS, o projeto experimental online que durou 90 dias chamado 90 NIGHTS, o vídeo e o website do single SUPERNATURAL SUPERSERIOUS, e o aclamado THIS IS NOT A SHOW (co-dirigido por Jeremiah), um filme sobre as performances do grupo no verão de 2007 em Dublin. O projeto ninetynights.com foi um site dedicado a revelar aos poucos o novo álbum dos REM no início de 2008.  Durante um período de 90 dias,  a cada 24 horas um vídeo era postado no site. Os primeiros videos eram misteriosos e sem música, e aos poucos foram sendo revelados os músicos e as canções. Os videos eram disponibilizados para download em alta resolução para que os usuários pudessem fazer suas próprias edições. O Corte final de Moon e Jeremiah resultou no ensaio 6 DAYS, uma abordagem semi-experimental da música do REM. 
Para o projeto "Supernatural Superserious “, Moon e Jeremiah filmaram uma série de 12 clipes publicados em um site especial para download gratuito e também no canal da banda no YouTube. O video clipe foi filmado em várias locações em New York City. Em 12 de fevereiro de 2008, o site supernaturalsuperserious.com foi lançado contendo 10 takes do video clipe disponíveis para download gratuito ( assim como no canal da banda no youtube) para que usuários pudessem editá-los e fazer o upload de suas próprias versões do clipe no site da banda. Moon também dirigiu o video clipe da música “Until the Day Is Done”.
Outro projeto da mesma época foi o filme de 60 minutos em colaboração com La Blogotéque, CHEAP MAGIC INSIDE, um filme sobre a banda Beirut. As 12 músicas do álbum 'The Flying Club Cup' foram filmadas nas ruas do Brooklyn em takes únicos.
De 2005 a 2009 Moon filmou o ATP Music Festival, um festival de rock independente na Inglaterra. Sua imagens foram utilizadas no filme ALL TOMORROW'S PARTIES (2009, 90min), co-dirigido por Jonathan Caouette e aclamado pela crítica. Sua série experimental de 7 filmes gonzo do mesmo festival foi lançada mais tarde como o nome FROM ATP.
Em novembro de 2008, Vincent Moon foi à Praga com seus colaboradores de longa data Antoine Viviani e Gaspar Claus, para documentar o mítico Havlovi, um casal de músicos que dedicaram a sua vida a antiga viola da gamba. O resultado foi o filme LITTLE BLUE NOTHING (2009, 50min), exibido em várias cidades pelo mundo e lançado em uma série limitada de DVD.
Em março de 2009 o violoncelista Gaspar Claus e Vincent Moon embarcaram em uma jornada ao Japão para retratar o poeta, músico e pintor cult Kazuki Tomokawa. O filme  LA FAUTE DES FLEURS, muitas vezes considerado o melhor trabalho de Moon, ganhou o prêmio  Sound & Vision no festival de documentaries CPH DOX 2009 na Dinamarca. Um feito raro para Moon, que nunca inscreve seus trabalhos em mostras competitivas.
Em abril de 2009 Moon organizou e filmou o concerto da cantora Lhasa de Sela em Montreal, para promover seu novo album. Infelizmente, esta foi a última apresentação de Lhasa, que faleceu no mesmo ano. Os filmes foram disponibilizados online. Ainda no mesmo mês, Moon trabalhou com a banda cult de post rock de Glasgow, Mogwai, filmando os shows da banda em Nova York. BURNING, um filme de 50’ sobre  performance da banda, co-dirigida por Nathanael Le Scouarnec, representa uma visão radical sobre a música ao vivo, uma tentativa única de documentar a música no placo.  O filme foi considerado um dos melhores filmes sobre música da história. Durante o ano de 2009, Moon começou a explorar outras abordagens para a música, deixando o projeto Concerts à Emporter / Take Away Shows para outros cineastas e criando seu próprio blog Fiume Nights, onde publicou suas ideias sobre mídia, cultura e criação no século XXI e continuou a fazer curtas-metragens.
Seu último projeto no campo do rock foi "An Island" em 2010, com a banda dinamarquesa Efterklang em sua ilha natal Als. Moon e Efterklang lançaram o filme exclusivamente online em janeiro de 2011, desenvolvendo um novo método de distribuição chamado “exibições público privadas” – as pessoas que quisessem ver o filme teriam que produzir suas próprias exibições. O enorme sucesso da empreitada (mais de 1100 exibições em domicílio) levou a um novo conceito de cinema online.
Em março de 2011, Vincent Moon se juntou ao duo folk eletrônico Lulacruza para explorar a cultura musical de centros urbanos e províncias da Colômbia. O trabalho resultante, "Esperando El Tsunami" [11], foi lançado em novembro de 2011, utilizando-se o sistema de distribuição de "exibições público-privadas", usado pela primeira vez em An Island.

## Coleção Petites Planètes, explorando o mundo do som (2009-2014)
Em dezembro de 2008, Vicent Moon deixou Paris e seus trabalhos anteriores para trás, e decidiu explorar novos horizontes. Ele deixou o La Blogothéque logo depois embora tenha continuado a contribuir com alguns filmes e decidiu criar seu novo selo pessoal e “nômade” –  A Coleção Petites Planètes. Com este novo projeto, ele explora e documenta a música tradicional, rituais religiosos, relações entre a música e o transe entre os cinco continentes. 
Estes filmes de “etnografia experimental” marcam um claro afastamento de sua linha de trabalho anterior, o cenário musical indie e alternativo. Os seus filmes neste projeto são mais sutis, a câmera mais tranquila, a forma evolui para uma ponte única entre a obra de Robert Gardner e as gravações de Alan Lomax. Onde quer que fosse ele se baseou ,em colaboradores locais e nunca trabalhou com empresas de produção padronizada.Em vez disso, procurou trabalhar com as pessoas que conheceu durantes seus anos no La Blogothèque. Moon tem viajado desde 2010 pelo Chile, Argentina, Camboja, Egito , Polônia , Islândia, Brasil, Colômbia, Turquia , Sardenha, Indonésia, Singapura, Hong Kong, Austrália , Filipinas, Croácia , Etiópia, Rússia , Uruguai, Peru , Cáucaso, Vietnã e Laos para a realização do Petites Planètes.
Os filmes são sempre feitos com e sobre a população local e compartilhados na internet sob a licença Creative Commons.O projeto Collection Petites Planètes é financiado quase que exclusivamente por doações em seu site e também através de workshops e exibições de seus filmes durante suas viagens. Rejeitandoo  profissionalismo tradicional em favor do amadorismo século XXI, Moon colabora com criadores locais e jovens talentos do mundo inteiro. Vincent Moon está atualmente viajando pelo mundo, questionando as normas estabelecidas de representações visuais do 'outro'.

## Dentro do Sagrado (2014 - ...)
Na virada do ano de 2014, depois de 5 anos viajando, Vincent Moon mudou seu modo de viver e trabalhar no sentido de explorar mais profundamente um assunto - a renovação do sagrado em nossa geração. Seu primeiro projeto é o longa-metragem HÍBRIDOS que se passa no Brasil e explora diversos cultos no país, desde crenças afro-brasileiras até aspectos sincréticos mais recentes, tecendo uma ideia muito complexa, entre a relação humanos e espíritos diante do ritmo acelerado do mundo de hoje em dia.

## Filmografia

### 2000 - 2005
- SIBIRSKY EXPRESS (Russia)
- LE PASSAGER INDIEN (India)
- TANGO APASIONADO (Argentina)
- PARIS? LIVE (França)
- LA FUGUE (THE ESCAPE) (China)
- BEIJING, VENDREDI 13, 13h07 (China)
- JAMIE LIDELL & THE CRYSTAL OF NEVER-ENDING RHYTHM (França)
- CLOGS • LANTERN (França)
- ILLUSION (França)
- THE TRIUMPH OF OUR TIRED SOULS (França)
- THE NATIONAL • THE DAUGHTERS OF THE SOHO RIOT (França)
- THE NATIONAL • LIT UP (França)
- SYLVAIN CHAUVEAU • NEVER LET ME DOWN AGAIN (EUA)
- SILENTLY AT NIGHT, BURNING DEL CORONADO (EUA)
- TOURNER EN ROND ET SE LAISSER (França)
- THE NATIONAL • LIFE!  (França)

### 2006
--Take Away Shows (40 episódios)--
- Take Away Show 1 - THE SPINTO BAND
- Take Away Show 2 - JENS LEKMAN
- Take Away Show 3 - THOMAS DYBDAHL
- Take Away Show 4 - JEFFREY LEWIS
- Take Away Show 5 - RAMONA CORDOVA
- Take Away Show 6 - OKKERVIL RIVER
- Take Away Show 7 - NEIL HALSTEAD
- Take Away Show 8 - CASIOTONE FOR THE PAINFULLY ALONE
- Take Away Show 9 - XIU XIU
- Take Away Show 10 - GRIZZLY BEAR
- Take Away Show 11 - STUART STAPLES
- Take Away Show 12 - THE KOOKS
- Take Away Show 14 - VOLCANO!
- Take Away Show 15 - ELYSIAN FIELDS
- Take Away Show 16 - MY BRIGHTEST DIAMOND
- Take Away Show 17 - DOVEMAN & SAM AMIDON
- Take Away Show 18 - THE DIVINE COMEDY
- Take Away Show 19 - DEAN & BRITTA
- Take Away Show 20 - POLAR
- Take Away Show 21 - HERMAN DUNE
- Take Away Show 22 - HIDDEN CAMERAS
- Take Away Show 23 - AU REVOIR SIMONE
- Take Away Show 24 - I’M FROM BARCELONA
- Take Away Show 25 - THE GUILLEMOTS
- Take Away Show 26 - LAPIN MACHIN
- Take Away Show 27 - KRIA BREKKAN
- Take Away Show 28 - TAPES’N’TAPES
- Take Away Show 29 - BEAR IN HEAVEN & FIRST NATION
- Take Away Show 30 - ALAMO RACE TRACK
- Take Away Show - BABY DAYLINER & ERIK FRIEDLANDER
- Take Away Show 31 - CALI
- Take Away Show 32 - STARS LIKE FLEAS
- Take Away Show 36 - THE LOW LOWS
- Take Away Show 39 - ESSIE JAIN
- Take Away Show 40 - THE NATIONAL

-- Curta Metragens -- 
- LIKE ANTENNAS TO HEAVEN (França)
- BARZIN • LEAVING TIME (França)
- FROM ATP • numero 0 (sketches) FROM A NIGHTMARE (Reino Unido)

-- Longa Metragens --  
- A SKIN, A NIGHT (um filme sobre a banda The National) (EUA)

### 2007
-- Take Away Shows (60 episódios) --
- Take Away Show 33 - TOBIAS FROBERG
- Take Away Show 34 - TAHITI BOY & THE RODEO
- Take Away Show 35 - COLD WAR KIDS
- Take Away Show 37 - FRANÇOIS VIROT
- Take Away Show 38 - EAGLE SEAGULL
- Take Away Show 41 - THE ARCADE FIRE
- Take Away Show 42 - CHRIS GARNEAU
- Take Away Show 43 - THE RUBY SUNS
- Take Away Show 44 - THE SHINS
- Take Away Show 45 - ANDREW BIRD
- Take Away Show 46 - ALAN SPARHAWK
- Take Away Show 47 - BENNI HEMM HEMM
- Take Away Show 48 - JEREMY WARMSLEY
- Take Away Show 49 - DAMON & NAOMI
- Take Away Show 50 - MUSIC NOW FESTIVAL
- Take Away Show 50 bis - SUFJAN STEVENS & SHARA WORDEN
- Take Away Show 51 - LONEY DEAR
- Take Away Show 52 - OF MONTREAL & AXE RIVERBOY
- Take Away Show 54 - VOXTROT & SPARROW HOUSE
- Take Away Show 55 - DIRTY PROJECTORS
- Take Away Show 56 - PASCAL COMELADE (
- Take Away Show 57 - RIO EN MEDIO
- Take Away Show 58 - ARCHITECTURE IN HELSINKI
- Take Away Show 59 - INLETS & MARLA HANSEN
- Take Away Show 60 - SOIRÉE À EMPORTER
- Take Away Show 61 - LIARS
- Take Away Show 62 - MENOMENA
- Take Away Show 63 - GRAVENHURST
- Take Away Show 64 - BEIRUT
- Take Away Show 65 - FINAL FANTASY
- Take Away Show 66 - ELVIS PERKINS
- Take Away Show 67 - ST VINCENT
- Take Away Show 68 - CRAMMED DISCS
- Take Away Show 69 - MALAJUBE
- Take Away Show 70 - PARIS, LOST IN TEXAS
- Take Away Show 71 - DEPARTMENT OF EAGLES
- Take Away Show 72 - JONQUIL
- Take Away Show 73 - A HAWK AND A HACKSAW
- Take Away Show 74 - VIC CHESNUTT
- Take Away Show 75 - MARISSA NADLER
- Take Away Show 76 - CARIBOU
- Take Away Show 77 - TARAF DE HAIDOUKS
- Take Away Show 78 - SCOUT NIBLETT
- Take Away Show 79 - ALELA DIANE
- Take Away Show 80 - VAMPIRE WEEKEND
- Take Away Show 81 - CASTANETS
- Take Away Show 82 - ANIMAL COLLECTIVE
- Take Away Show 88 - PIGEON JOHN
- Take Away Show 89 - REM
- Take Away Show 90 - BOWERBIRDS
- Take Away Show - COLLECTION ‘IN A VAN’

-- Curtas Metragens --  
- ESSAOUIRA, MOMENTS IN GNAWA MUSIC (Marrocos)
- Collection FROM ATP • numero 1 • FROM (Reino Unido)

-- Longas Metragens --
- HISTOIRE DE FEU (Um filme sobre a banda The Arcade Fire) (USA)
- BEIRUT CHEAP MAGIC INSIDE (USA)

### 2008
-- Take Away Shows (20 episódios) -- 
- Take Away Show 83 - SIDI TOURÉ
- Take Away Show 84 - THE EX
- Take Away Show 85 - DE KIFT
- Take Away Show 86 - STEPHEN MALKMUS
- Take Away Show 87 - YEASAYER
- Take Away Show 91 - NOAH & THE WHALE
- Take Away Show 92 - WINTER FAMILY
- Take Away Show 93 - BON IVER
- Take Away Show 94 - GASPAR CLAUS & PEDRO SOLER
- Take Away Show 95 - MAN MAN
- Take Away Show 96 - SEASICK STEVE
- Take Away Show 97 - PATRICK WATSON
- Take Away Show - FLEET FOXES
- Take Away Show - GRIZZLY BEAR
- Take Away Show - SIGUR ROS
- Take Away Show - TOM JONES

-- Curta Metragens --
- INTERFERENCES (Mali)
- SUN (set) & (rise) (Islândia)
- ADELIA, I WANT TO LOVE (Itália)
- REM • SUPERNATURAL SUPERSERIOUS (EUA))
- REM • UNTIL THE DAY IS DONE (Irlanda)

-- Longa Metragens --
- REM - SIX DAYS (EUA)
- LITTLE BLUE NOTHING (República Tcheca)
- ARCADE FIRE - MIROIR NOIR (EUA)

-- Projeto - Coleção “Fiume Nights” --
- RUSSIAN RED (Espanha)
- ZAWOSE FAMILY (Tanzania)
- BI KIDUDE & THE CULTURE MUSICAL CLUB (Tanzania)

-- Projeto - Coleção “From ATP” --
- FROM MIDDEN (Reino Unido)
- FROM GHOSTS (EUA)
- FROM HYBRID (Reino Unido)
- FROM PAIN & PLEASURE (Reino Unido)

-- Outros Projetos --
- A TRUCK IN TEXAS (SXSW 2008) (EUA)
- SXSW REPORTS (EUA)
- DUENDE pilots - FARIS AROURI (Palestina)
- DUENDE pilots - JOSEPH CORY (Israel)
- BACK ON STAGES - VILLETTE SONIQUE 2008 (França)

### 2009
-- Take Away Shows (12 episódios)--
- Take Away Show 98 - KAZUKI TOMOKAWA
- Take Away Show 99 - THE LUYAS
- Take Away Show 107 - VALBY VOKALGRUPPE
- Take Away Show - BEIRUT, MAMI CHAN, SLOW CLUB
- Take Away Show - YO LA TENGO
- Take Away Show - JOSH ROUSE
- Take Away Show - WILDBIRDS & PEACEDRUMS
- Take Away Show - PHOENIX

-- Curtas Metragens --
- DARK WAS THE NIGHT (com The National, Yeasayer, Dirty Projectors) (EUA)
- LHASA DE SELA, LIVE IN MONTREAL (Canada)
- WYCLEF JEAN, LIVE AT BARRELHOUSE (EUA)
- WHIRIMAKO BLACK, LIVE AT KAPITI ISLAND (Nova Zelândia)
- HEALTH • A LIVE FILM (França)

-- Longa Metragens --
- LA FAUTE DES FLEURS • a portrait of KAZUKI TOMOKAWA (Japão)
- BURNING, a live film about MOGWAI (USA)
- ALL TOMORROW’S PARTIES (Reino Unido)
- TEMPORARY SLARAFFENLAND (Dinamarca)
- REM, THIS IS NOT A SHOW (Irlanda)
- TEMPORARY ATHENS (Grécia)
- AND THEE, ECHO (Inglaterra)

--  Coleção “Fiume Nights” -- 
- GASPAR CLAUS (Japão)
- NIKAIDO KAZUMI (Japão)
- THE PASCALS (Japão)
- ELVIS PERKINS (EUA)
- EFTERKLANG (EUA)
- AKRON FAMILY (EUA)
- HOLLY MIRANDA (EUA)
- YEASAYER (EUA)
- LHASA DE SELA & PATRICK WATSON (Canada)
- TINARIWEN (EUA)
- THE HAVELS (EUA)
- NOAH & THE WHALE (EUA)
- VALBY VOKALGRUPPE (Dinamarca)
- JESS CHAMBERS & THE FIREFLY ORCHESTRA (Nova Zelândia)
- VERA GOGH (França)
- PEDRO SOLER & GASPAR CLAUS (França)
- MAJID BEKKAS (França)

-- Projeto - Recess Sessions (EUA) --
- A CAMP
- MIHO HATORI
- CURUMIN
- AU REVOIR SIMONE

-- Projeto - Temporary Copenhagen – 3 episódios (Dinamarca) --
- TEMPORARY COPENHAGEN (the experiment)
- TEMPORARY COPENHAGEN (the documents)
- TEMPORARY COPENHAGEN (the outtakes)

-- Projeto - Views of Montreal (Canada) -- 
- THE LUYAS
- MY PEOPLE SLEEPING
- CLUES
- BRAIDS
- WITCHIES
- THE MITTENSTRINGS
- LITTLE SCREAM

-- Projeto - Coleção “From ATP” (Reino Unido) -- 
- FROM GOD

-- Projeto - Coleção Fugues -- 
- WILHEM LATCHOUMIA (França)

-- SXSW Reports (EUA) --
- TUNE YARDS
- THE CHAP
- DAVID THOMAS BROUGHTON
- HERMAN DUNE
- THE HOMETAPES HOUSE

### 2010
-- Take Away Shows (20 episódios) --
- Take Away Show 100 - SOEMA MONTENEGRO
- Take Away Show 101 - ALINA ORLOVA
- Take Away Show 102 - BING & RUTH
- Take Away Show 103 - FERNANDO MILAGROS
- Take Away Show 104 - TOMI LEBRERO
- Take Away Show 105 - MUMFORD & SONS
- Take Away Show 106 - PABLO MALAURIE
- Take Away Show 108 - ZZK RECORDS
- Take Away Show 110 - SHARON VAN ETTEN
- Take Away Show 111 - KONG NAY
- Take Away Show 112 - ARLT
- Take Away Show 113 - ONDA VAGA
- Take Away Show 114 - MALAIKAT DAN SINGA
- Take Away Show 115 - FEMI KUTI
- Take Away Show 116 - ENRIQUE MORENTE
- Take Away Show 117 - ADAM REPUCHA
- Take Away Show 118 - POLACO SUNSHINE
- Take Away Show 119 - HYPERPOTAMUS
- Take Away Show 120 - KIKO VENENO

-- Sons da Irlanda -- 
- SIN FANG
- PASCAL PINON
- BARUJARN
- RETRO STEFSON
- HELGI JONSSON
- ÁRÓRA & ÚRVERK
- ERNA OMARSDOTTIR
- KRISTIN ANNA & GYDA VALTYSDOTTIR

-- Sons de São Paulo --  
- JOSÉ DOMINGOS
- TOM ZÉ
- THIAGO PETHIT
- AMANDA NEGRA SIM
- HOLGER
- A DAMA DO SAMBA O DONA INAH (in the nights of São Paulo)
- LULINA
- M. TAKARA

-- Músicas do Cairo -- 
- KARAM MOURAD
- CALLING, um retrato de SAEED RIFAI ALI KHALED
- ZAR

-- Curtas Metragens --  
- LA INFANCIA (Argentina)
- PONY BRAVO (Espanha)
- LA HERMANA ERRANTE , um retrato de JUANA MOLINA (Argentina)
- STANDSTILL O ENTRE MIS SUEÑOS (Espanha)
- PERET (Espanha)
- BRUNO S, WITH DEVOTION (Alemanha)
- STAR CREEK (EUA)
- EVERYTHING IS OUTTA SIGHT (a live film with THE LUYAS) (Canada)
- ÓLÖF ARNALDS (EUA)
- MARICEL YSASA (Argentina)

-- Longas Metragens --
- TEMPORARY VALPARAISO (Chile)
- SAWAH (Hindi Zahra & El Tanbura) (Egito)
- AN ISLAND, a film with EFTERKLANG (Dinamarca)

### 2011
-- Take Away Shows (2 episódios) -- 
- Take Away Show - BOMBA ESTEREO
- Take Away Show - SENI GORMEM IMKANSIZ

--  Sons do Rio de Janeiro --  
- WILSON DAS NEVES
- THALMA & LAERCIO DE FREITAS
- LETUCE
- O PATO, um retrato de JARDS MACALÉ
- JORGE MAUTNER & NELSON JACOBINA
- ELZA SOARES
- NEY MATOGROSSO

-- Projeto Brasil - Região Norte -- 
- MESTRE MESTRE! UM ULTIMO (um retrato do Mestre Lourimbau) (Salvador)
- CARLINHOS BROWN (Salvador)
- XAMBA (Recife,)
- VASCONCELOS (Recife)
- SEBASTIÃO TAPAJOS (Belém do Pará)
- DONA ONETE (Belém do Pará)
- UMBANDA (Belém do Pará)
- GABY AMARANTOS,  LIVE IN JURUNAS (Belém do Pará).

-- Longas Metragens -- 
- ESPERANDO EL TSUNAMI (Colômbia)
- MEDEA (Mar Negro)

-- Curtas Metragens -- 
- MEZZO MORRA (Itália)
- PAOLO ANGELI (Itália)
- ANTONIO PUTZU (Itália)
- ANDREA PISU (Itália)
- CEJAZ NEGRAZ (Colombia)
- ANTOINE LOYER (França)
- PIERRE BAROUH (França)
- SELDA BAGÇAN (Turquia)
- ISTANBUL GÜRÜLTÜ VE SEVGI (Turquia)
- LÉONORE BOULANGER (França)
- ONE MAN NATION (Singapura)
- GREG SAUNIER (Hong Kong)
- KUNG HONG KONG (Hong Kong)

-- Projeto: Outtakes from ESPERANDO EL TSUNAMI (Colômbia) -- 
- ATERCIOPELADOS
- CHIRIMIA DEL RIO NAPI
- JORGE HENRIQUEZ
- PAMPEI
- SON PALENQUE
- MAJIN DIAZ
- SEXTETO TABALA

-- Projeto: A música de Istambul -- 
- ISMAIL ALTUNSARAY
- AYSENUR KOLIVAR
- SABBAHAT AKKIRAZ
- AHMET ASLAN
- CEM YILDIZ

### 2012
-- Projeto: An Indonesia Odissey (Indonésia)-- 
- WHITE SHOES & THE COUPLES
- JAKARTA JAKARTA
- MERAPI GAYA • a portrait of ARRINGTON DE DIONYSO
- SERANG
- ALUK TO RAJA
- MAPPALILI
- I MADE SUBANDI • A BALINESE STORY
- JATHILAN • popular trance ritual from Java
- CALLING THE NEW GODS • SENYAWA live in Java
- JOGJA HIP HOP FOUNDATION • live on Gunung Merapi
- NGARAJAH • shamanism and trance in West Java
- KARINDING ATTACK • live on Gunung
- TARAWANGSA • the sacred music of THE TREES & THE WILD

-- Projeto: Tribals Sounds of the Philippines (Filipinas) -- 
- KALINGA
- IFUGAO
- T’BOLI
- MANSAKA

-- Projeto: Now Ethiopia (Etiópia) -- 
- TEWAHEDO FASIKA
- HARARI ESHI ESHI
- METAL MACHINE MERKATO
- CIRCUS DEBRE BERHAN
- THE HARP OF KING DAVID
- TILAHUN
- YESETAN MENFES

-- Projeto: М У З О П И С (Ucrânia) -- 
- CARPATE
- DREVO
- LUKERIA ANDREEVNA
- ODESSA LA YIDDISH
- OSTAP KINDRACHUK

-- Projeto: O K O - CARNETS DE RUSSIE (Russia) -- 
- CIRCASSIA
- FYDALTY NAMYS
- BULAT GAZDANOV
- KONA
- LE GRAND JIHAD (1)
- LE GRAND JIHAD (2)
- LE GRAND JIHAD (3)
- LE GRAND JIHAD (4)
- LE GRAND JIHAD (5)
- NUR-ZOVKHAR
- VOYAGE EN DAGESTAN
- YANGDRUB
- ERDM
- DMITRY SHARAYEV
- BAATR MANDJIEV
- BELOGORSKY MONASTERY
- LES FEMMES DE LA TERRE NOIRE (1 - VOLYA)
- LES FEMMES DE LA TERRE NOIRE (2 – PUZEVO
- LES FEMMES DE LA TERRE NOIRE (3 - ILOVKA & PODSERDNEYE)
- LES FEMMES DE LA TERRE NOIRE (4 - SVETLITSA) (
- LES FEMMES DE LA TERRE NOIRE (5 - GVAZDA)
- LES FEMMES DE LA TERRE NOIRE (6 - VEREYA) (
- LES ENSEMBLES DE LA NOSTALGIE
- LES ENSEMBLES DE LA NOSTALGIE (2 - ENSEMBLE TOIVE)
- LES ENSEMBLES DE LA NOSTALGIE (3 - MEIJÄN PAJO)
- LES ENSEMBLES DE LA NOSTALGIE (4 - SATTUMA)
- LES ENSEMBLES DE LA NOSTALGIE (5 - ENSEMBLE KANTELE) (
- ISTOKI
- ELENA SHLOMINA
- RADA

-- Curtas Metragens --
- LUCAS ABELA (Austrália)
- NOVA HEART (Austrália)
- THE DREAMCARVER - a portrait of PAMPILA (Austrália)
- MEGAAS MORO SONG (Filipinas)
- THE MABUHAY SINGERS -  the last legends of Kundiman (Filipinas)
- KATE TORRALBA -  live in Manila (Filipinas)
- FANDO & LIS (Filipinas)
- THE SOIL & SOUL OF CROATIA (Croácia)
- LA GLAGOLITSA (Croácia)
- ORQUESTRA VOADORA - ao vivo em Montmartre (França)
- DAKHA BRAKHA (Ucrânia)
- THE RETUSES • live in Moscow (Russia)
- ARTHUR LARRUE • Fantômes l’après-midi (Russia)

### 2013
-- Projetos: Sons do Brasil 2013 --
- YAMANDU COSTA (Rio de Janeiro)
- BATE BOLA (Rio de Janeiro)
- ROBERTO MENESCAL (Rio de Janeiro)
- TERESA CRISTINA (Rio de Janeiro)
- BNEGÃO (Rio de Janeiro)
- DONA CILA DO COCO (São Paulo)
- CRIOLO (São Paulo)
- METÁ METÁ (São Paulo)
- TIÃODUÁ (Belo Horizonte)
- ICONILI (Belo Horizonte)
- UAKTI (Belo Horizonte)
- O RITMO DO RIO (Rio Amazônas, Amazônia)
- RAIZES CABOCLAS (Manaus)

-- Projeto: Senoras y Senores (Uruguai) --
- SEÑORA, UNA MURGA
- SEÑOR, UN CANDOMBE

-- Projeto: Sonidos del Peru -- 
- 33 curtas metragens que exploram a música atualmente no Peru.

-- Longas Metragens. --
- C U E C A (la alma chilena) (Chile)

-- Curtas Metragens -- 
- FLORCITA MOTUDA (Chile)
- VIENEN (ZELMAR GARIN & EDUARDO HERRERA) (Uruguai)

## Gravações Musicais
•  C O L E Ç Ã O P E T I T E S  P L A N È T E S  • s o u n d p i e c e s •
- Coleção Petites Planètes • TOM ZÉ (São Paulo, Brasil - 2010)
- Coleção Petites Planètes • ÓLÖF ARNALDS (Nova York, EUA - 2010)
- Coleção Collection Petites Planètes • JOSÉ DOMINGOS (São Paulo, Brasil - 2010)
- Coleção Petites Planètes • TEMPORARY VALPARAISO (Valparaiso, Chile - 2010)
- Coleção Petites Planètes • PERET (Mataró, Espanha - 2010)
- Coleção Petites Planètes • ZAR (Cairo, Egito - 2010)
- Coleção Petites Planètes • MARICEL YSASA (Buenos Aires, Argentina - 2010)
- Coleção Petites Planètes • STAR CREEK (California, EUA - 2010)
- Coleção Petites Planètes • HELGI JONSSON (Reykjavik, Islândia - 2010)
- Coleção Petites Planètes • NEY MATOGROSSO (Rio de Janeiro, Brasil - 2011)
- Coleção Petites Planètes • ERNA OMARSDOTTIR (Reykjavik, Islândia - 2010)
- Coleção Petites Planètes • THALMA & LAERCIO DE FREITAS (Rio de Janeiro, Brasil - 2011)
- Coleção Petites Planètes • ISMAIL ALTUNSARAY (Istanbul, Turquia - 2011)
- Coleção Petites Planètes • LÉONORE BOULANGER (Paris, França - 2011)
- Coleção Petites Planètes • ELZA SOARES (Rio de Janeiro, Brasil - 2011)
- Coleção Petites Planètes • NANÁ VASCONCELOS (Recife, Brasil - 2011)
- Coleção Petites Planètes • PIERRE BAROUH (Paris, França - 2011)
- Collection Petites Planètes • KRISTIN ANNA & GYDA VALTYSDOTTIR (Reykjavik, Islândia - 2010)
- Coleção Petites Planètes • UMBANDA (Belém do Para, Brasil - 2011)
- Coleção Petites Planètes • ONE MAN NATION (Singapore - 2011)
- Coleção Petites Planètes • AYSENUR KOLIVAR (Istanbul, Turquia - 2011)
- Coleção Petites Planètes • OUTTAKES SERIES (Pelo Mundo - 2010:2011)

––•  E S P E R A N D O • EL • T S U N A M I  • a l b u m s •––
- SON PALENQUE (Cartagena, Colombia - 2011)
- ATERCIOPELADOS (Cota, Colombia - 2011)
- SEXTETO TABALA (San Basilio de Palenque, Colombia - 2011)
- JORGE HENRIQUEZ (La Guajira, Colombia - 2011)
- MAJIN DIAZ (San Basilio de Palenque, Colombia - 2011)
- PAMPEI (Isla Grande, Colombia - 2011)
- CHIRIMIA DEL RIO NAPI (Guapi, Colombia - 2011) h

––•  SONS • DA • INDONÉSIA  • a l b u m s •––
- KARINDING ATTACK • live on Gunung Karimbi (West Java, Indonesia - 2012)
- NGARAJAH • shamanistic ritual in Java (West Java, Indonesia - 2012)
- ULU WATU TEMPLE • kecak from Southern Bali (Bali, Indonesia - 2011)
- LEGONG DANCE • balinese gamelan in Ubud (Bali, Indonesia - 2011)
- JOGJA HIP HOP FOUNDATION • live on Gunung Merapi (Central Java, Indonesia - 2012)
- MAPPALILI • the Bissu ritual from Sulawesi (South Sulawesi, Indonesia - 2011)
- SENYAWA • live in Java (Yogyakarta, Indonesia - 2012)
- I MADE SUBANDI • gamelan composer from Bali (Bali, Indonesia - 2011)
- TARAWANGSA • the sacred music of Sunda (Rancakalong, Indonesia - 2012)
- MA’BADONG • dance of death from the Toraja Land (Sulawesi, Indonesia - 2011)
- MERAPI GAYA • Arrington de Dionyso in Java (Java, Indonesia - 2011)

––••••  NOW ••• E T H I O P I A ••• a l b u m s ••••––
- GAMO GAMO • tribal songs from the south (Addis Ababa, Etiópia - 2012)
- TILAHUN • lalibela songs from the streets of Addis (Addis Ababa, Etiópia - 2012)
- ILLUMINATIONS • Sufi rituals in the holy city of Harar (Harar, Etiópia - 2012)
- GABRA MUDEN • zar trance from Gondar (Gondar, Etiópia - 2012)
- ALEMU AGA • live in Addis (Addis Ababa, Etiópia - 2012)
- A MORNING OVER DORZÉ • polyphonic singings from the south (Dorzé, Etiópia - 2012)

––•  M O U Z O P I S  • T R A D I T I O N S • I N • U K R A I N E • a l b u m s •––
- CARPATE (Carpathian Mountains, Ucrânia - 2012)
- DREVO (Kryachkivka village, Ucrânia - 2012)
- OSTAP KINDRACHUK (Yalta, Ucrânia - 2012)
- LUKERIA ANDREEVNA (Putivl, Ucrânia - 2012)
- THE YIDDISH SONGS OF ODESSA (Odessa, Ucrânia - 2012)

––• M O U Z O P I S  • T R A D I T I O N S • I N • U K R A I N E • a l b u m s •––
- CARPATE (Carpathian Mountains, Ucrânia - 2012)
- DREVO (Kryachkivka village, Ucrânia - 2012)
- OSTAP KINDRACHUK (Yalta, Ucrânia - 2012)
- LUKERIA ANDREEVNA (Putivl, Ucrânia - 2012)
- THE YIDDISH SONGS OF ODESSA (Odessa, Ucrânia - 2012)

––•••  O K O  ••• C A R N E T S • D E • R U S S I E • a l b u m s •––
- THE GREAT JIHAD • Sufism in Chechnya (vol.1) (Republic of Chechnya, Russia - 2012)
- THE GREAT JIHAD • Sufism in Chechnya (vol.2) (Republic of Chechnya, Russia - 2012)
- THE GREAT JIHAD • Sufism in Chechnya (vol.3) (Republic of Chechnya, Russia - 2012)
- THE GREAT JIHAD • Sufism in Chechnya (vol.4) (Republic of Chechnya, Russia - 2012)
- THE GREAT JIHAD • Sufism in Chechnya (vol.5) (Republic of Chechnya, Russia - 2012)
- NUR-ZHOKHAR • songs from Chechnya (Republic of Chechnya, Russia - 2012)
- VAYNAKH • ancient Chechen folklore (Republic of Chechnya, Russia - 2012)
- BULAT GAZDANOV • orchestral music from North Ossetia (Vladikavkaz, Russia - 2012)
- FYDALTY NAMYS • polyphonic voices from North Ossetia (Vladikavkaz, Russia - 2012)
- KONA • pagan songs from North Ossetia (North Ossetia, Russia - 2012)
- DMITRY SHARAYEV • live in Elista (Republic of Kalmykia, Russia - 2012)
- LES FEMMES DE LA TERRE NOIRE • female ensembles from the Black Earth (Black Earth Region, Russia - 2012)
- BELOGORSKY • an orthodox ritual in Russia (Black Earth Region, Russia - 2012)
- ELENA SHLOMINA • live in the sacred city of Suzdal (Suzdal, Russia - 2012)
- RADA • live in Moscow (Moscow, Russia - 2012)
- ISTOKI • electronics & traditions in Petrozavodsk (Republic of Karelia, Russia - 2012)
- LES ENSEMBLES DE LA NOSTALGIE • VEPSIAN NATIONAL CHORUS (Republic of Karelia, Russia - 2012)
- LES ENSEMBLES DE LA NOSTALGIE • TOIVE (Republic of Karelia, Russia - 2012)
- LES ENSEMBLES DE LA NOSTALGIE • SATTUMA (Republic of Karelia, Russia - 2012)
- LES ENSEMBLES DE LA NOSTALGIE • MEIJÄN PAJO (Republic of Karelia, Russia - 2012)
- LES ENSEMBLES DE LA NOSTALGIE • KANTELE (Republic of Karelia, Russia - 2012)

––• T H E • S O U N D S • O F • T H E • C A U C A S U S • a l b u m s •––
- THE SOUNDS OF ARMENIA (Armenia - 2013)
- THE SOUNDS OF ABKHAZIA (Abkhazia - 2013)
- THE SOUNDS OF AZERBAIJAN (Azerbaijão - 2013)
- THE SOUNDS OF GEORGIA (Georgia - 2013)

––• S O N S • D O • B R A S I L • 2 0 1 3 • a l b u m s •––
- TERESA CRISTINA • live in Portela (Rio de Janeiro, Brasil - 2013)
- BNEGÃO • live in Santa Teresa (Rio de Janeiro, Brasil - 2013)
- DONA CILA DO COCO • live in Sesc Pompeia (São Paulo, Brasil - 2013)
- RAIZES CABOCLAS • live in Manaus (Manaus, Brazil - 2013)
- YAMANDU COSTA • live in Botafogo (Rio de Janeiro, Brazil - 2013)
- UAKTI • live in Belo Horizonte (Belo Horizonte, Brazil - 2013)
- TIÃO DUÁ • live in Belo Horizonte (Belo Horizonte, Brazil - 2013)
- ICONILI • live in Belo Horizonte (Belo Horizonte, Brazil - 2013)
- PAGODE DA 27 • original samba from Grajau (São Paulo, Brazil - 2013)
- O RITMO DO RIO • TOADA DE RODA (Parintins, Brazil - 2013)
- O RITMO DO RIO • GAMBA (Maués, Brazil - 2013)
- O RITMO DO RIO • CARIMBÓ (Alter do Chão, Brazil - 2013)

––• L E • L E N D E M A I N • D E S • F O L K L O R E S •––
- ARLT (Paris, Françe - 2010)
- GYDA & KRISTIN ANNA VALTYSDOTTIR (Reykjavik, Islândia - 2010)
- SOEMA MONTENEGRO (Buenos Aires, Argentina - 2011)
- SENI GORMEM IMKANSIZ (Istanbul, Turquia - 2011)
- SENYAWA (Yogyakarta, Indonesia - 2011)
- DAKHABRAKHA (Kyiv, Ucrânia - 2011)
- METÁ METÁ (São Paulo, Brasil - 2013)
- THE BAMBIR (Yerevan, Armênia - 2013)
- LES SOEURS GOGOCHUREBI (Tbilisi, Georgia - 2013)
- NGO HONG QUANG (Hanoi, Viatnã - 2013)

––• M E S S E S •––
- ÉGLISE DEBRÉ BERHAN SELASSIÉ (Gondar, Etiópia - 2012)
- MONASTÈRE DE LA RESURRECTION DE BELOGORSKY (Belogorsky, Russia - 2012)
- CATHÉDRALE NOTRE-DAME-DE-L-ASSOMPTION DE CUSCO (Cuzco, Peru - 2013)
- BASILIQUE ANCHISKHATI DE SAINTE-MARIE (Tbilisi, Georgia - 2013)
- CATHÉDRALE SAINTE-ETCHMIADZIN (Etchmiadzin, Armênia - 2013)

––•  V A R I O U S •• R E C O R D I N G S •• S O U N D P I E C E S •• A L B U M S ••––
- FESTIVAL AU DÉSERT • recordings from the legendary festival (Essakane, Mali - 2008)
- TEMPORARY COPENHAGEN (Copenhagen, Dinamarca - 2009)
- JUANA MOLINA • recordings from Buenos Aires (Buenos Aires, Argentina - 2010)
- A DAMA DO SAMBA • DONA INAH in the nights of São Paulo (São Paulo, Brasil - 2010)
- GASPAR CLAUS • live on the Isle of Wight (Isle of Wight, Inglaterra - 2010)
- DEBAA • Sufi songs from Mayotte (Paris, França - 2010)
- YEMANJÁ (Salvador de Bahia, Brasil - 2011)
- MESTRE LOURIMBAU • night recordings in Salvador da Bahia (Salvador de Bahia, Brasil - 2011)
- THE MABUHAY SINGERS • the last legends of Kundiman (Manila, Filipinas - 2012)
- IFUGAO • tribal music from the Philippines (Luzon, Filipinas - 2012)
- T’BOLI • tribal music from the Philippines (Mindanao, Filipinas - 2012)
- LA GLAGOLITSA (Island of Krk, Croácia - 2012)
- BUGARENJE • old voices from Western Croatia (Croácia)
- SONGS FROM THE ARMENIAN CATHEDRAL OF LVIV (Lviv, Ucrânia - 2012)
- TRACES OF CRIMEA • the sounds of Crimea (Crimea, Ucrânia - 2012)
- THE RETUSES • live in Moscow (Moscow, Russia - 2012)
- LA MURGA • Asaltantes con Patentes (Montevideo, Uruguay - 2013)
- SONIDOS DEL PERÚ (¥transición¥) (Peru - 2013)
- B É N É D I C T I O N S (Musée du Quai Branly, Paris, França - 2013)
- LEN DONG (Hanoi, Viatnã - 2013)